# Novo Topolje
Novo Topolje – wieś w Chorwacji, w żupanii brodzko-posawskiej, w gminie Donji Andrijevci. W 2011 roku liczyła 155 mieszkańców.